# Niezróżnicowane zaburzenia somatyczne
Niezróżnicowane zaburzenia somatyczne to utrzymujące się przez krótki okres, słabo nasilone i nie połączone z innymi zaburzeniami skłaniającymi do myślenia o somatyzacji, klasyfikowane w ICD-10 jako zaburzenia występujące pod postacią somatyczną, niezróżnicowane.
Cierpienie może być długotrwałe, mimo ciągle zmieniającego się obrazu klinicznego. Zaburzeniom somatycznym i związanym z nimi dolegliwościom nie towarzyszą wyraźnie widoczne zaburzenia przeżywania, a zaburzenia zachowania dotyczą głównie koncentracji na bezskutecznym i uporczywym poszukiwaniu uwolnienia od dolegliwości.
Zaburzenia psychosomatyczne należy odróżnić od pojęcia choroby psychosomatycznej, odnoszącego się do hipotez mających wyjaśnić powstawanie niektórych chorób.

Przeczytaj ostrzeżenie dotyczące informacji medycznych i pokrewnych zamieszczonych w Wikipedii.